# ケルティベリア語
ケルティベリア語（ケルティベリアご）、ケルト・イベリア語（Celtiberian language）、あるいはヒスパノ・ケルト語（Hispano-Celtic）は、インド・ヨーロッパ語族,
ケルト語派に属す古代の言語。イベリア半島中部において紀元前2世紀から紀元2世紀の記録が残っている。大部分は半音節文字のイベリア文字で書かれているが、後期のものはラテン文字で記されている。
ケルティベリア語で書かれた碑文のなかで最長のものは、サラゴサ近郊のボトリタで発見された、紀元前1世紀はじめの3枚からなるボトリタ青銅板 (Botorrita plaque) で、ボトリタIは20行しかないが、この言語の古風な特徴をよく表している。
イベリア半島に進出したケルト人の言語であり、大陸ケルト語に含まれるが、ほかの大陸ケルト語がPケルト語であるのに対し、ケルティベリア語はQケルト語に属している。
ジョーゼフ・エスカによると、ケルティベリア語の資料は大陸ケルト語の中でもっとも新しいにもかかわらず、もっとも保守的な性格を持ち、他のケルト語から最初に分岐したと考えられる。